# Daihatsu Boon
Der Daihatsu Boon ist ein Kleinwagen, der auch als Toyota Passo erhältlich war. In Europa wurde die erste Generation als Sirion II und von 2007 bis 2011 zudem als Subaru Justy angeboten. Bis 2017 war der Perodua Myvi ein Schwestermodell des Boon.

## Daihatsu Boon/Sirion II (Typ M300G)
Nachdem der Boon in Japan im Sommer 2004 eingeführt wurde, erschien er Anfang 2005 als zweite Generation des Daihatsu Sirion in Europa.
Angetrieben wird er entweder von einem 1,0-Liter-Dreizylinder oder 1,3-Liter-Vierzylinder Ottomotor. Der 1,0-Liter-Motor findet in modifizierter Form auch in den Modellen Citroën C1, Peugeot 107 und Toyota Aygo Verwendung. Das Modell wurde speziell für den europäischen Markt entwickelt. In Japan dient es nur als Nischenmodell, da hier andere Modelle vorherrschend sind. Das Design ist funktional und soll gleichzeitig emotional ansprechen. Optional ist Allradantrieb erhältlich, ebenso wie ein 4-Stufen-Wandlerautomatikgetriebe.
Anfang 2008 fand eine leichte Modellpflege statt.
Während die Fertigung des Boon in Japan bereits im Februar 2010 zu Ende ging, wurde er noch bis 2011 als Sirion in Europa angeboten. In Südafrika war er bis zum dortigen Rückzug der Marke Daihatsu 2015 erhältlich.

### Motorisierungen
- Sirion 1.0 (3 Zylinder, 998 cm³ Hubraum und 51 kW (70 PS); 5,0 l/100 km, 118 g/km CO2[2], 2005–unbekannt)
- Sirion 1.3 (bis Anfang 2008; 4 Zylinder, 64 kW (87 PS); 5,8 l/100 km, 137 g/km)
- Sirion 1.3 (nach Anfang 2008; 4 Zylinder, 67 kW (91 PS); 5,8 l/100 km, 137 g/km, 11,3 s 0–100 km/h)
- Sirion 1.3 Eco 4WD (4 Zylinder, 67 kW (91 PS); 6,3 l/100 km, 148 g/km)
- Sirion 1.5 (4 Zylinder, 1495 cm³ Hubraum und 76 kW (103 PS); 6,3 l/100 km, 145 g/km, 2008–2010)
- Boon X4 (4 Zylinder mit Turbolader, 936 cm³, 98 kW (135 PS); 6,8 l/100 km, 2004–2010, nur in Japan erhältlich)[3]

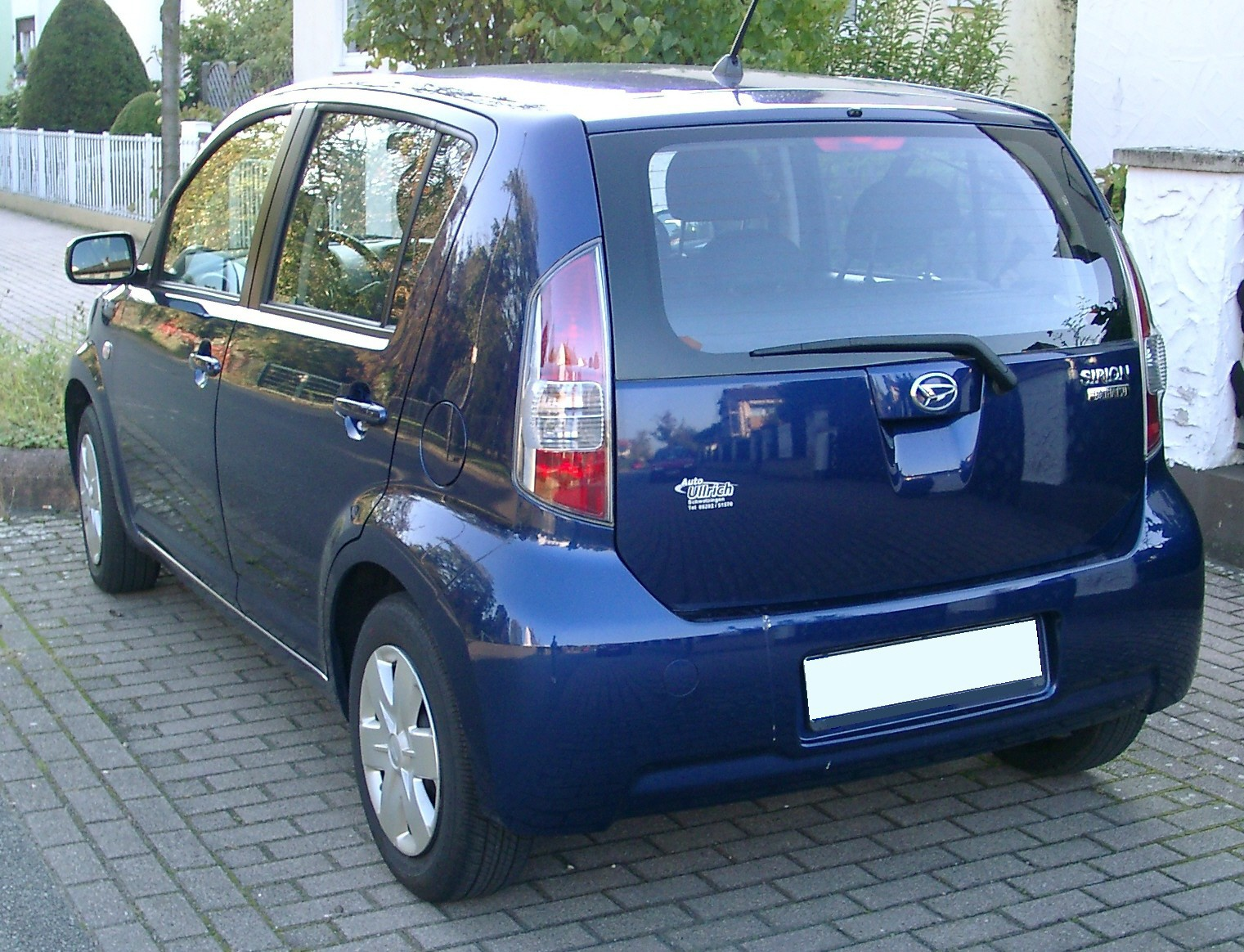
Heckansicht
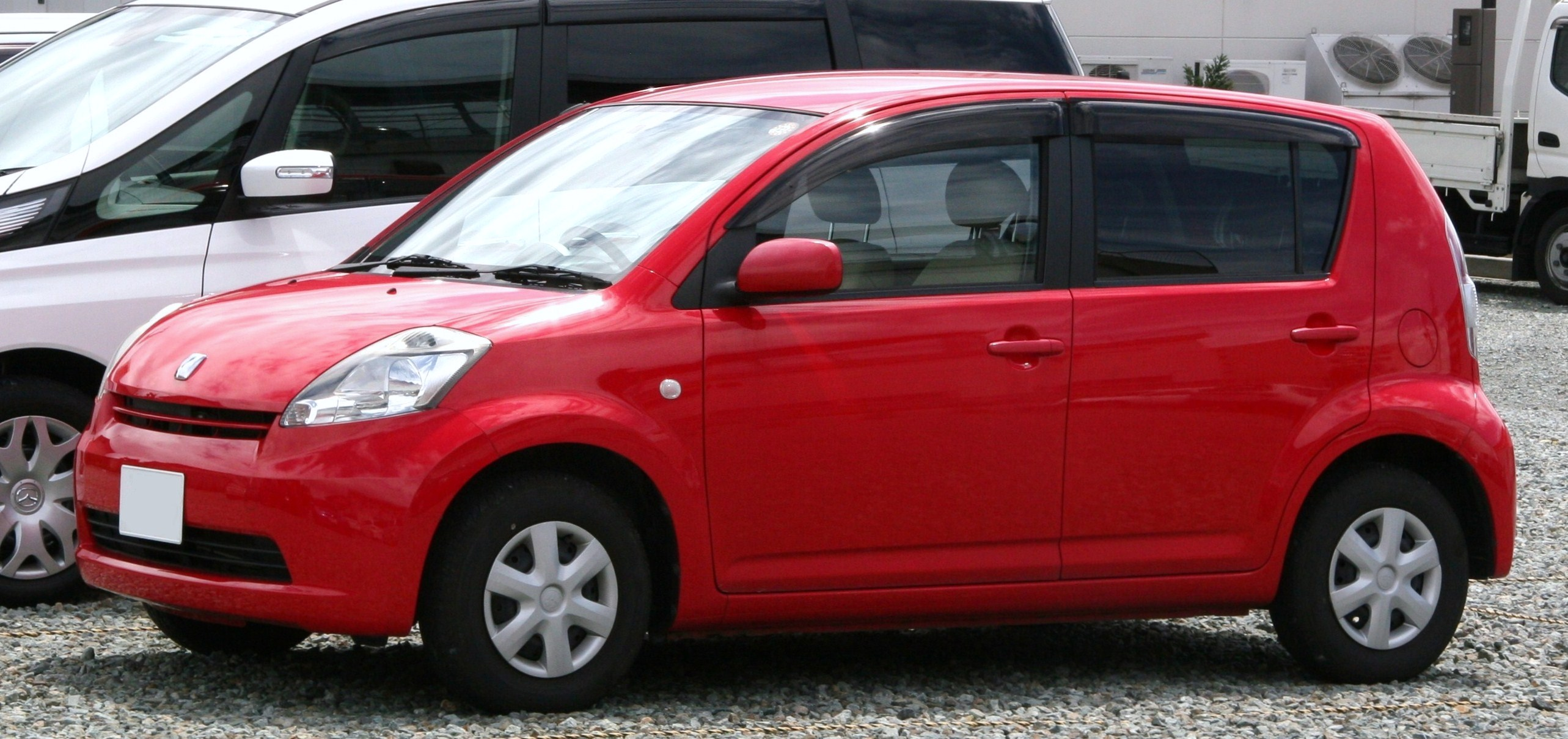
Toyota Passo (2004–2006)
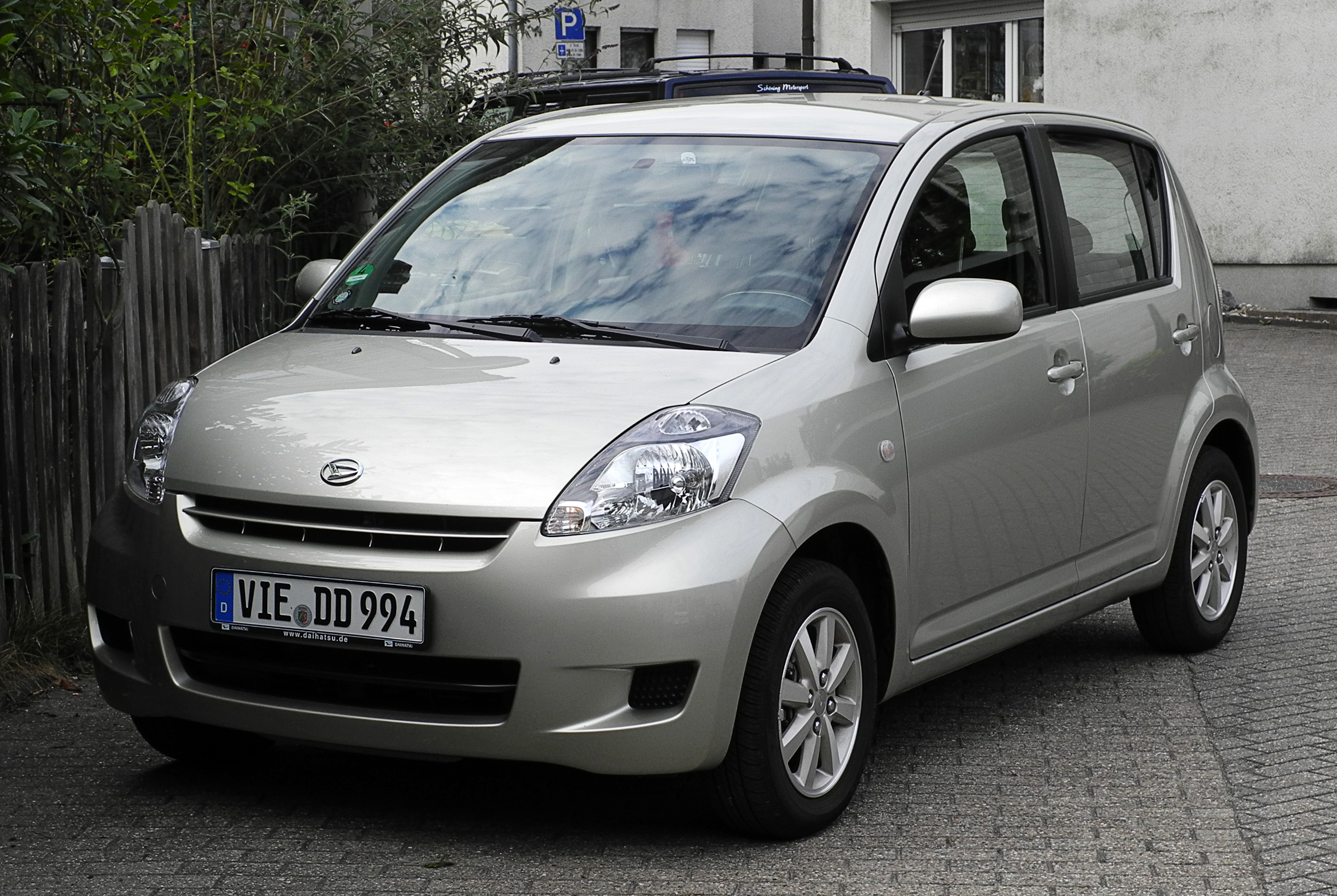
Daihatsu Sirion (2008–2015)
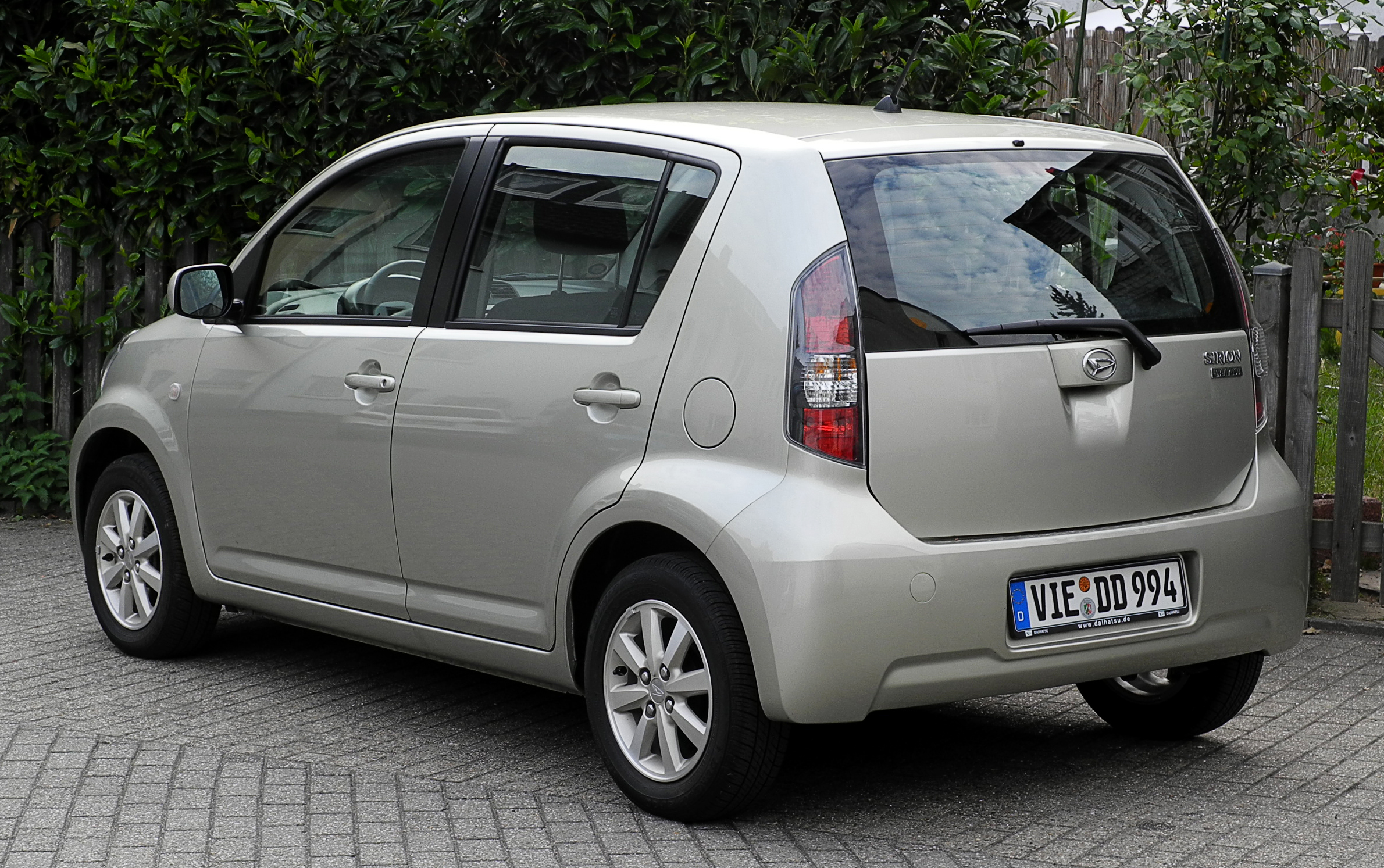
Heckansicht
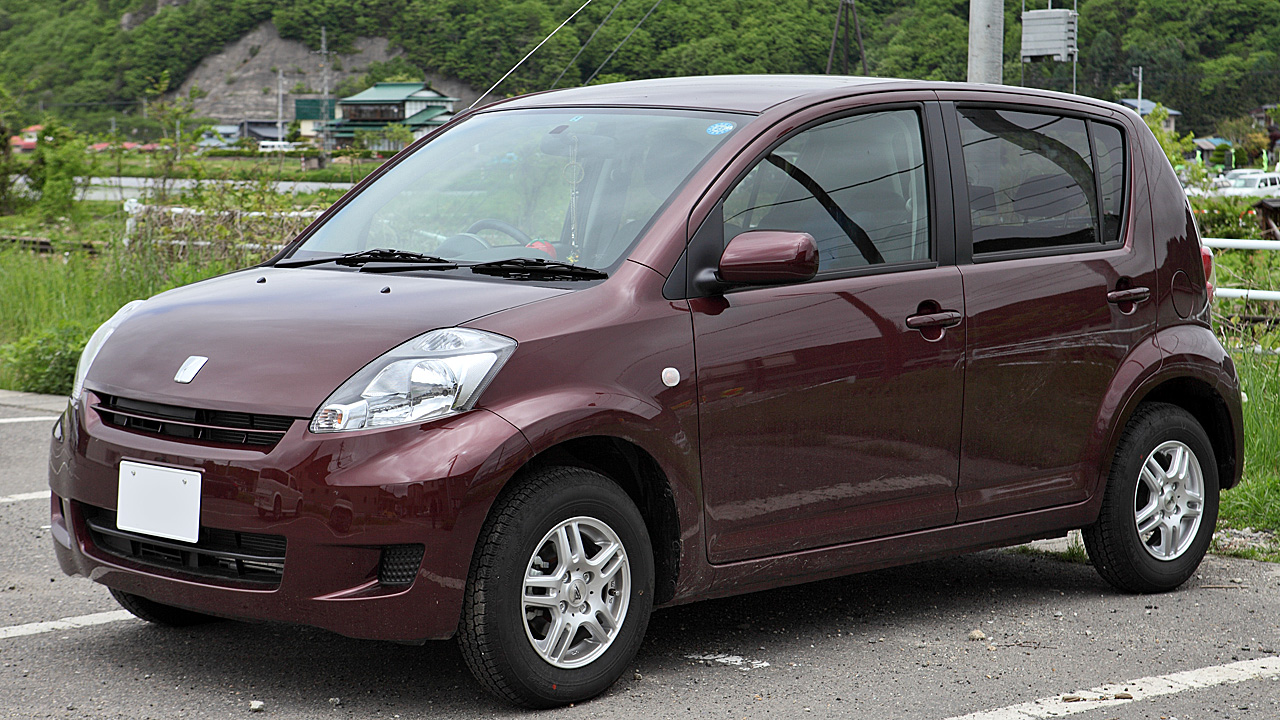
Toyota Passo (2008–2010)
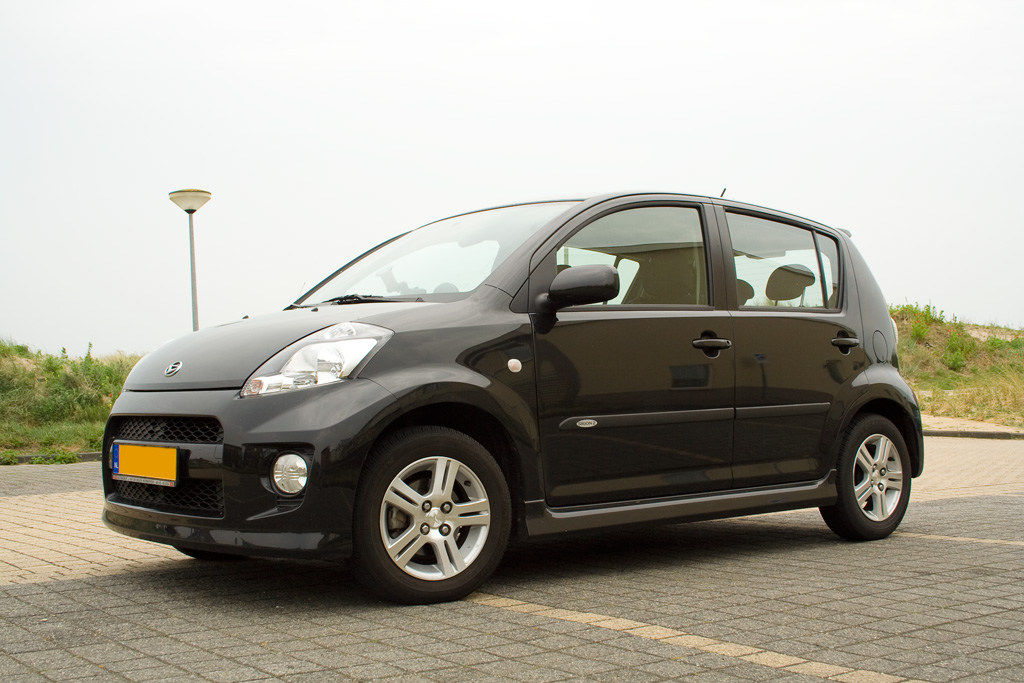
Daihatsu Sirion Sport (2004–2015)
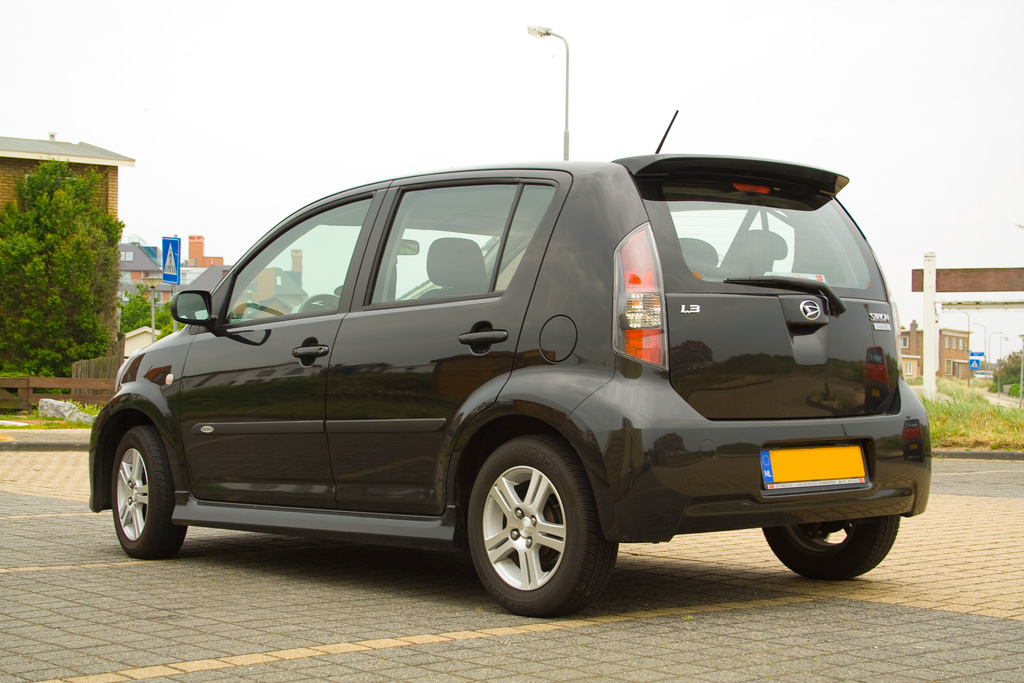
Heckansicht
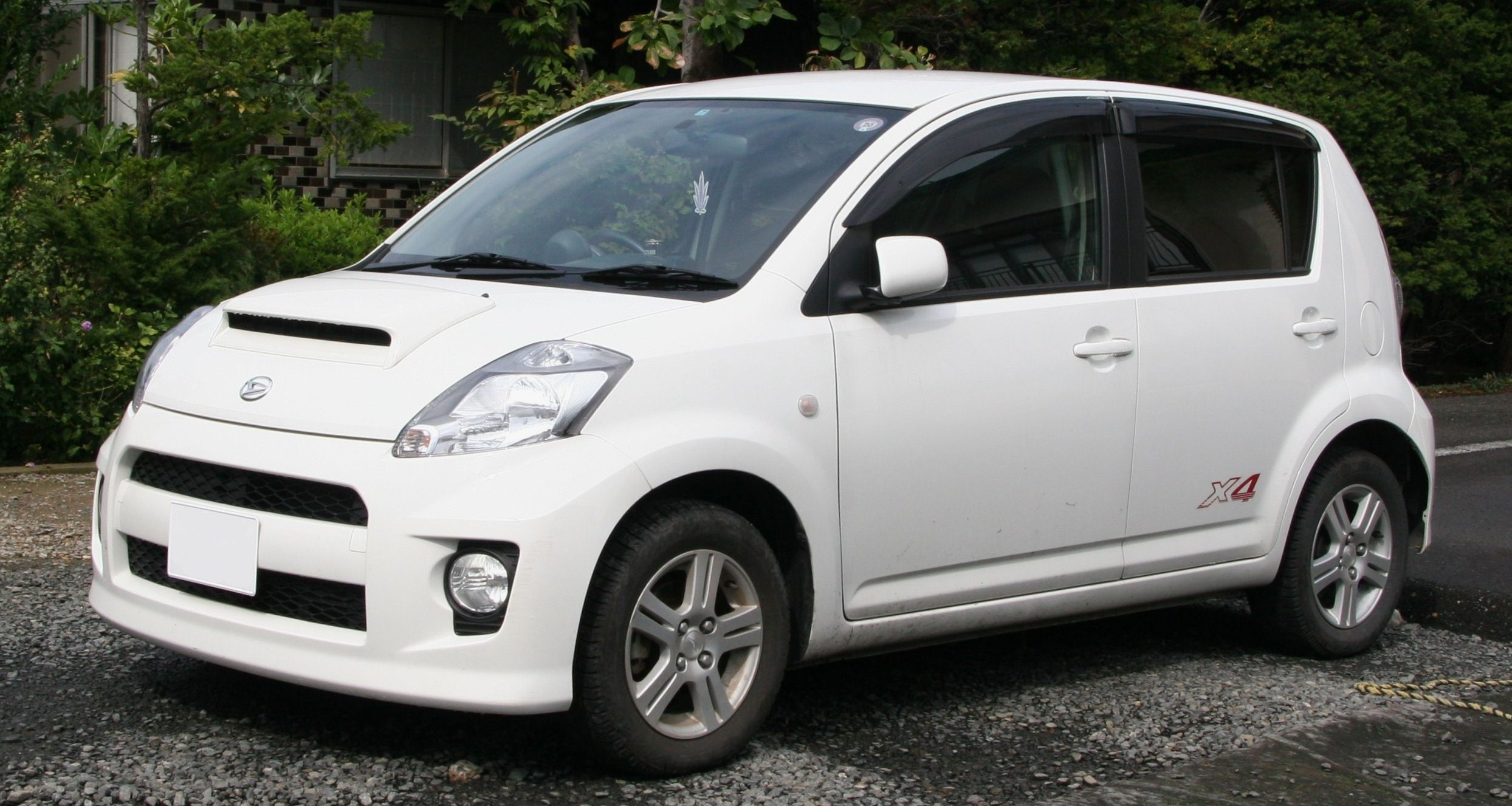
Daihatsu Boon X4 (2004–2010)

## Daihatsu Boon II (Typ M600)
Im Februar 2010 wurde in Japan die zweite Generation des Daihatsu Boon vorgestellt, der auch wieder als Toyota Passo angeboten wird. Da sich Daihatsu jedoch Anfang 2013 vom europäischen Markt zurückzog, wurde das Modell nicht mehr in Europa angeboten.
Motoren waren wieder die 1,0-Liter- und 1,3-Liter-Ottomotoren mit optionalem Allradantrieb. Ebenfalls optional ist ein stufenloses Getriebe erhältlich. In Indonesien stellt er die dritte Generation des Sirion dar, stammt aber anders als die vorhergehenden Generationen aus der Produktion der malaysischen Automobilherstellers Perodua.
2014 wurden der Boon und der Toyota Passo überarbeitet.

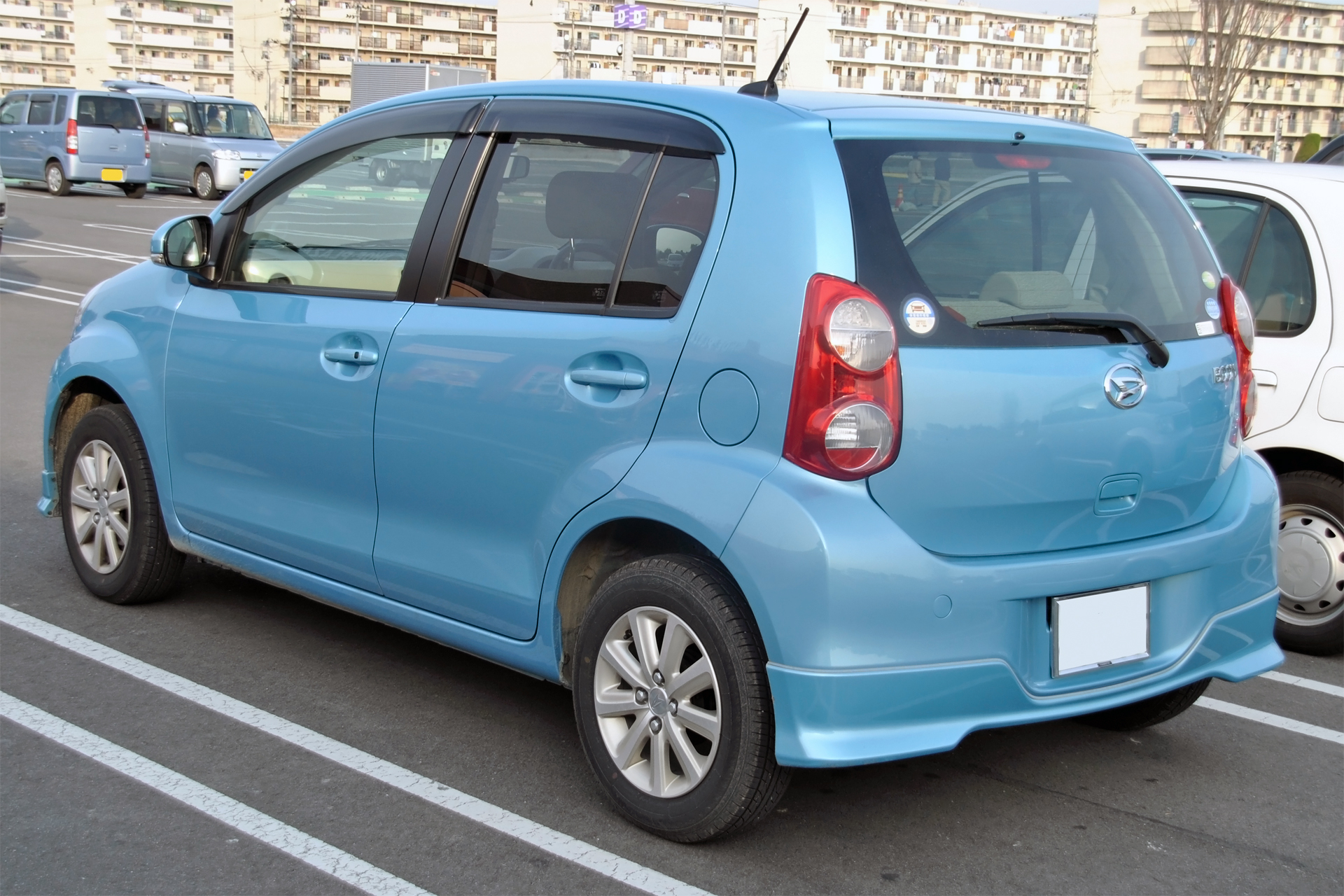
Heckansicht
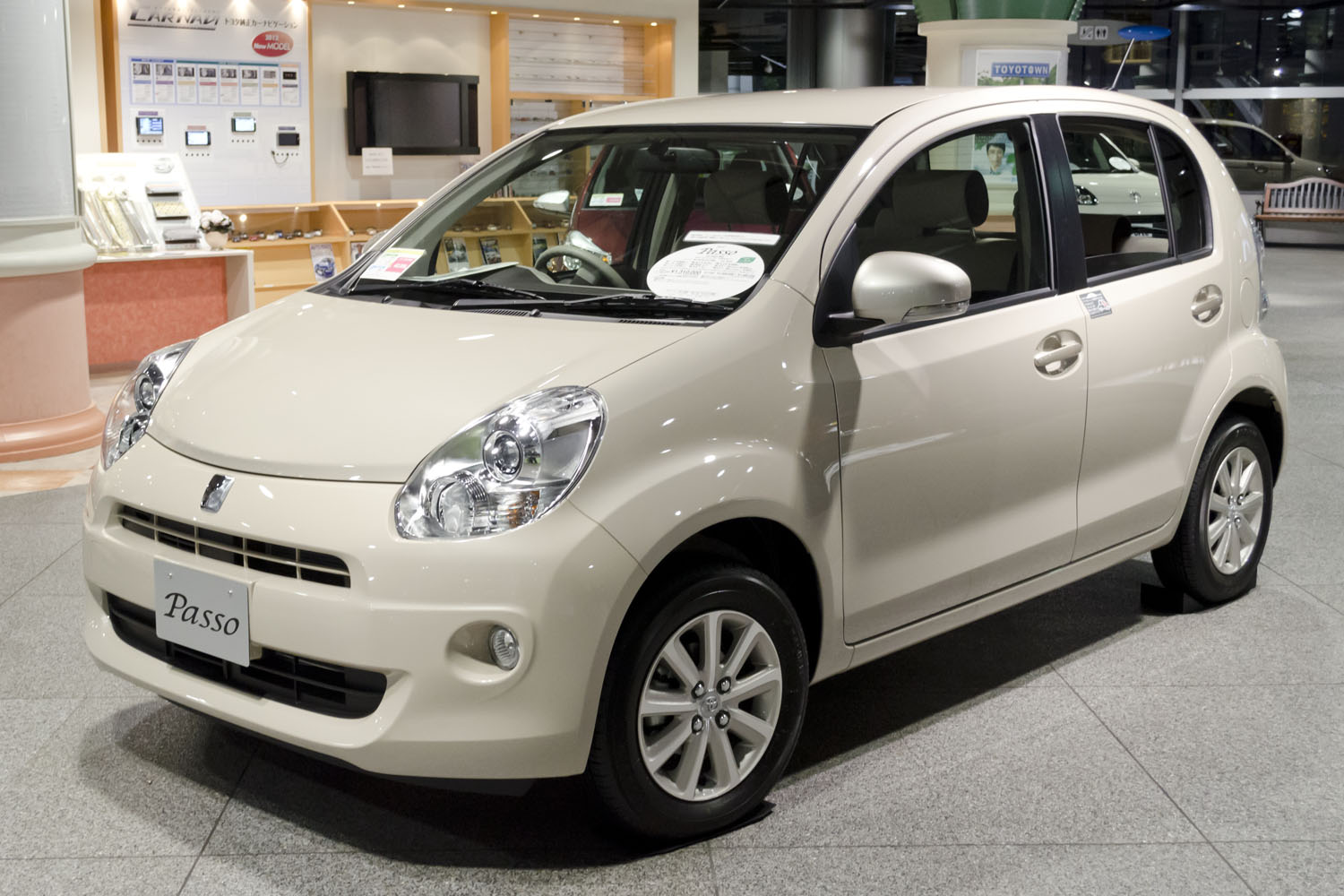
Toyota Passo +Hana (2010–2014)
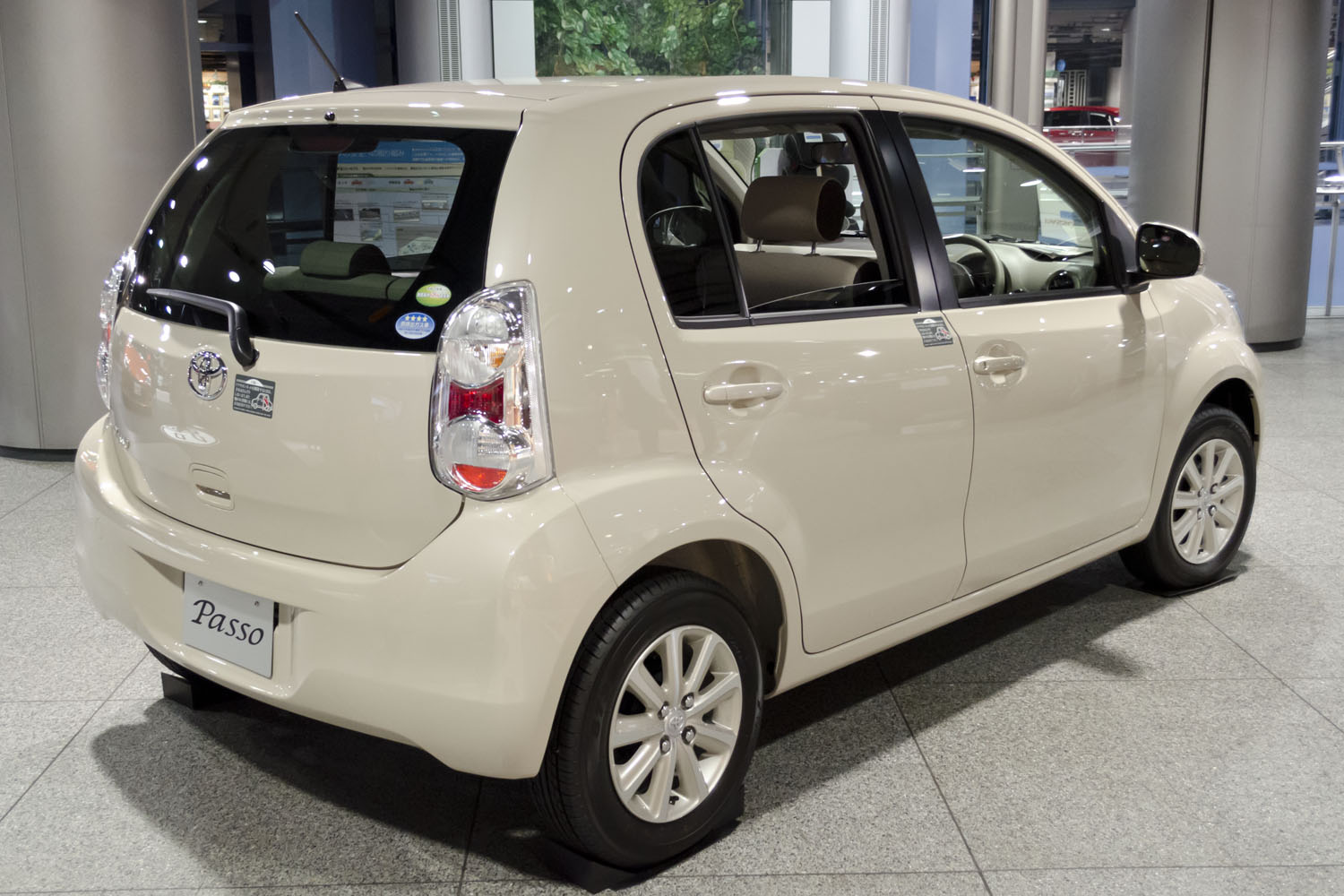
Heckansicht
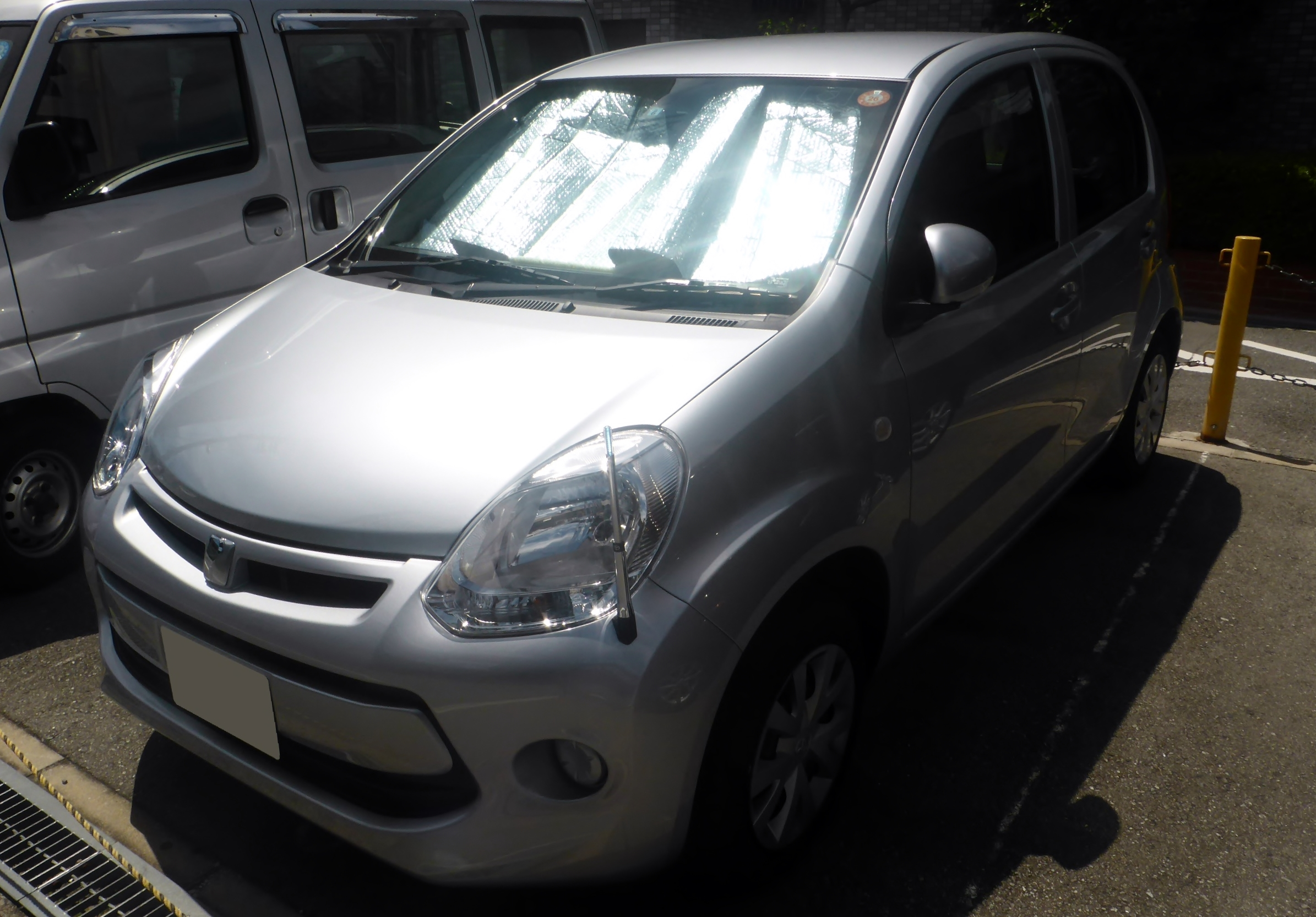
Toyota Passo (2014–2016)
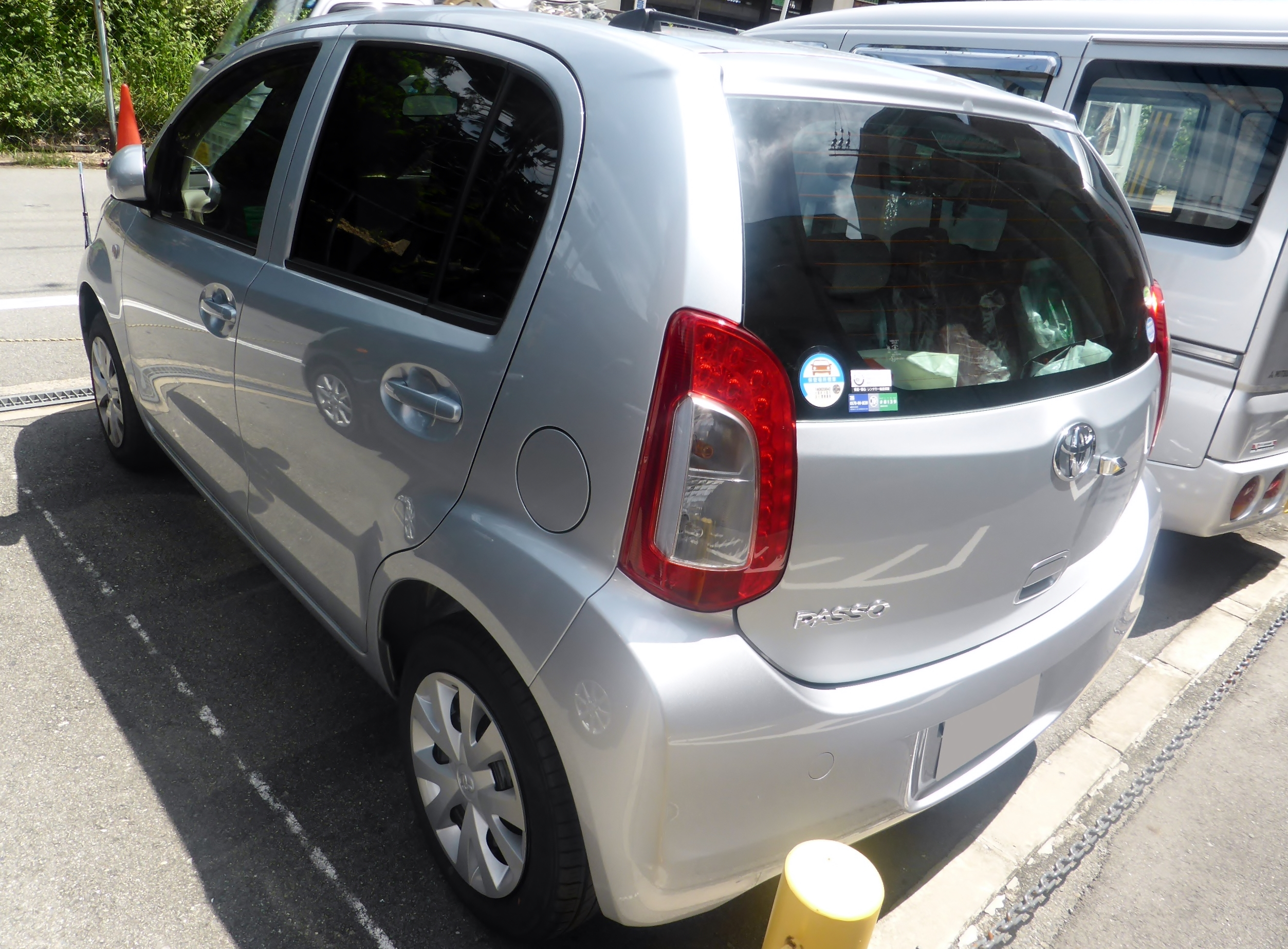
Heckansicht
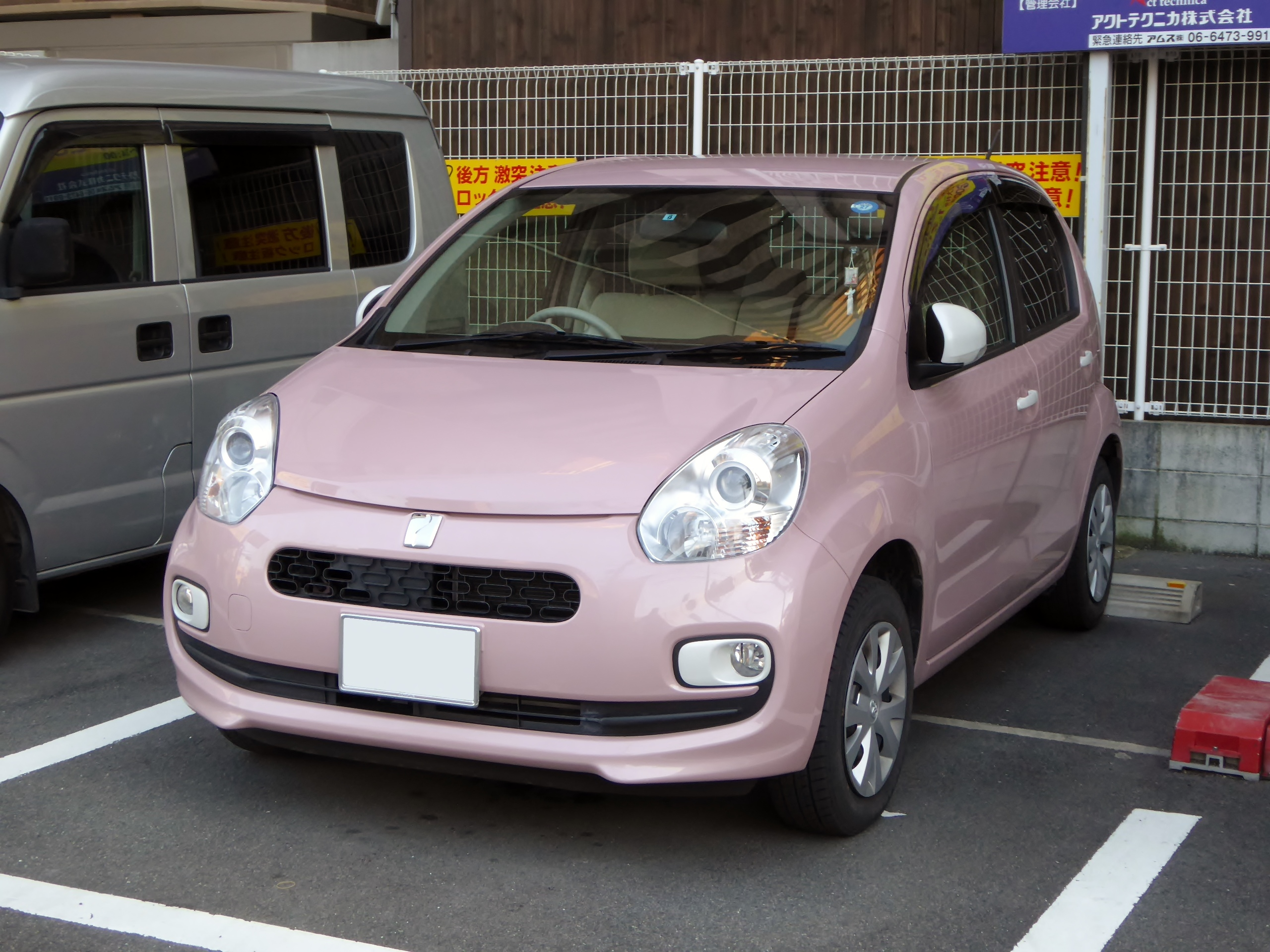
Toyota Passo +Hana (2014–2016)
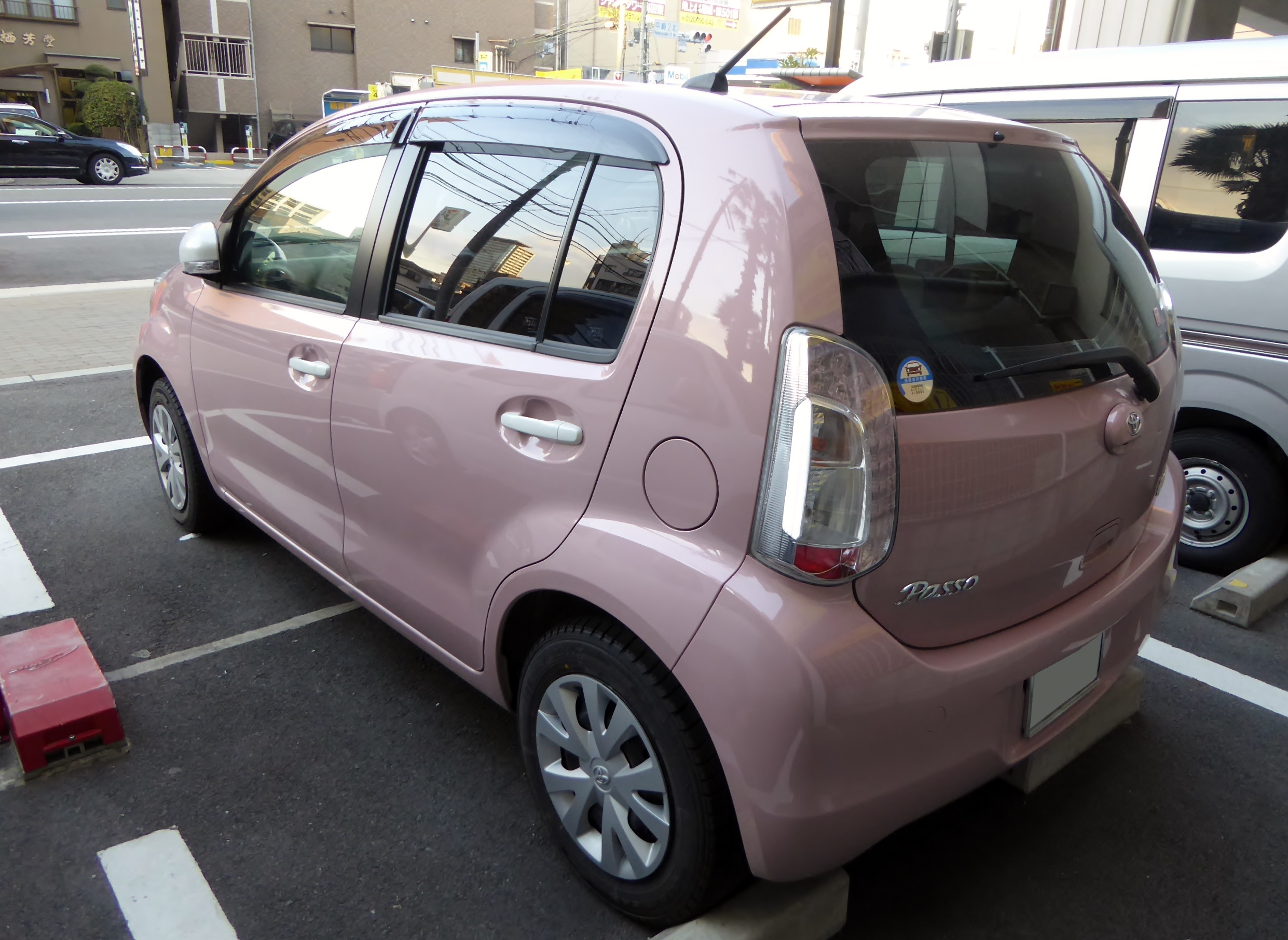
Heckansicht

## Daihatsu Boon III (Typ M700)
Die dritte Generation wurde am 12. April 2016 in Japan vorgestellt. Auch sie war wieder als Toyota Passo verkauft worden. Der Perodua Myvi hingegen ist mittlerweile ein vollkommen eigenständiges Modell.
Der Boon war nur mit einem 996 cm³ großen 3-Zylinder-Benzinmotor erhältlich, welcher 51 kW (69 PS) leistet. Ebenfalls war nur ein stufenloses Getriebe verfügbar. Zudem war auch wieder Allradantrieb erhältlich.
Zur Ausstattung gehören ein Notbremsassistent, Spurhalteassistent und Berganfahrhilfe.
Es gibt insgesamt drei Ausstattungsvarianten: X, Cilq (Moda bei Toyota) und Style, wobei letztere 2018 zusammen mit einem Facelift eingeführt wurde und nur für den Boon erhältlich war.

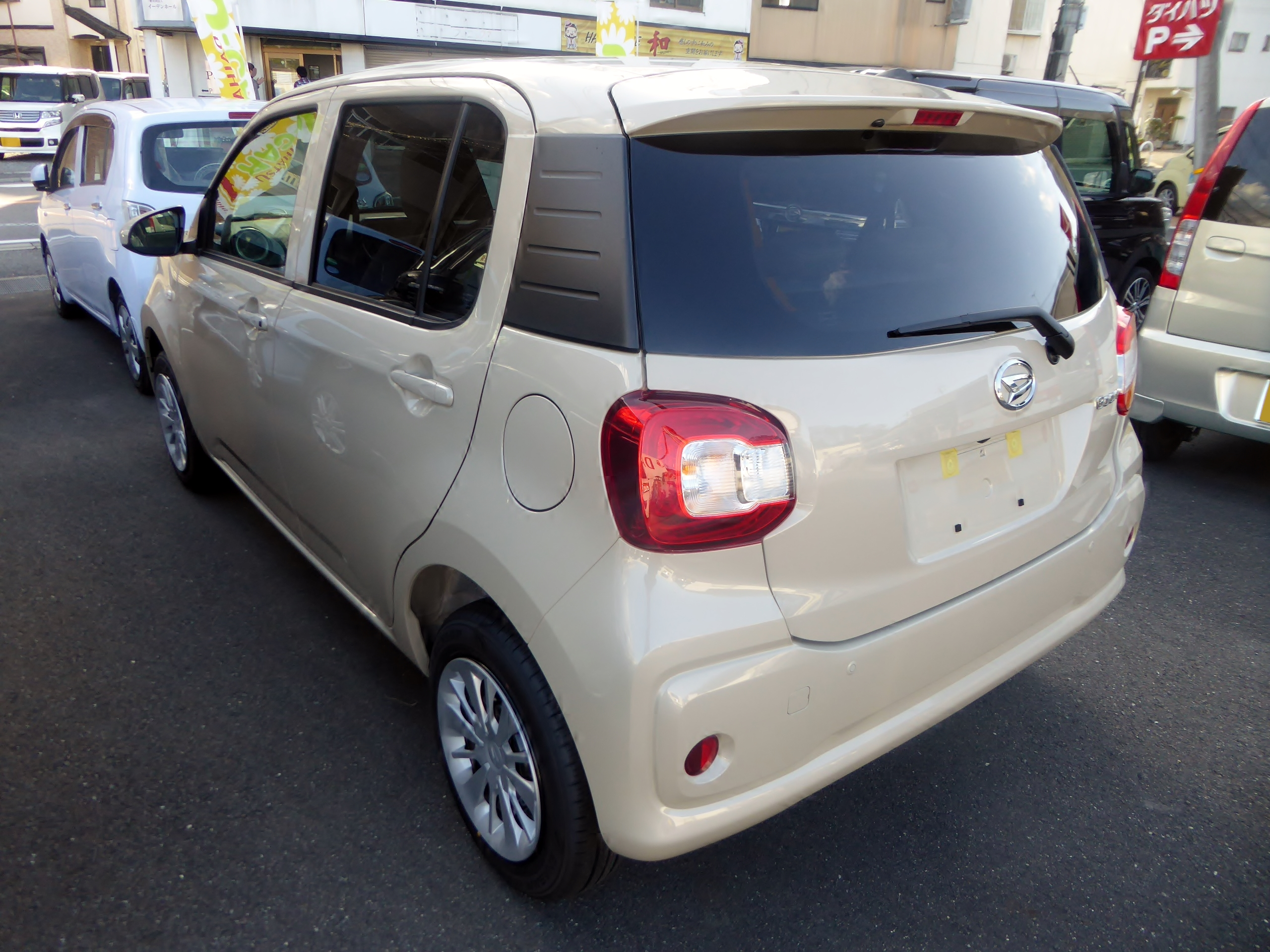
Heckansicht
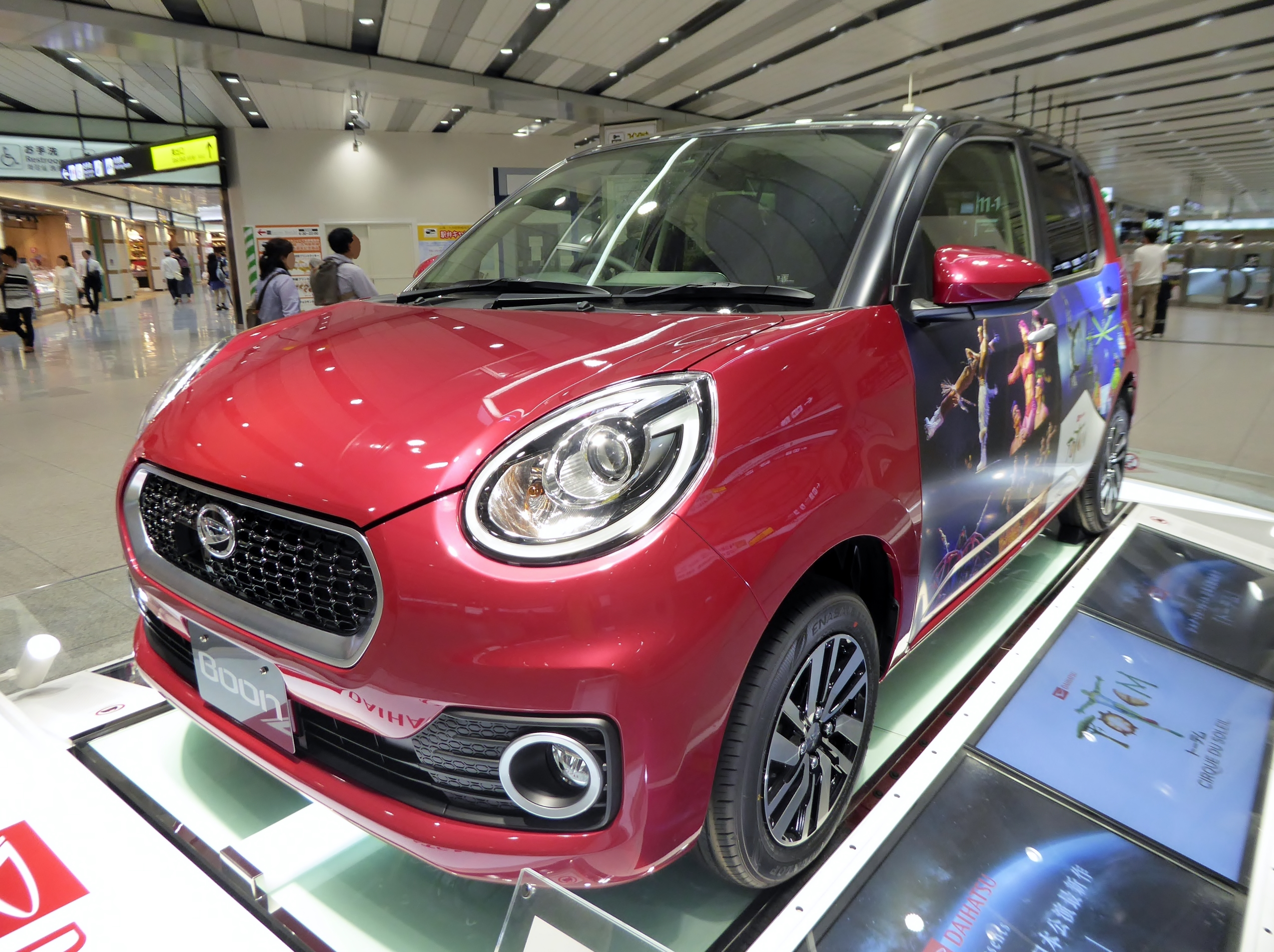
Daihatsu Boon Cilq (2016–2018)
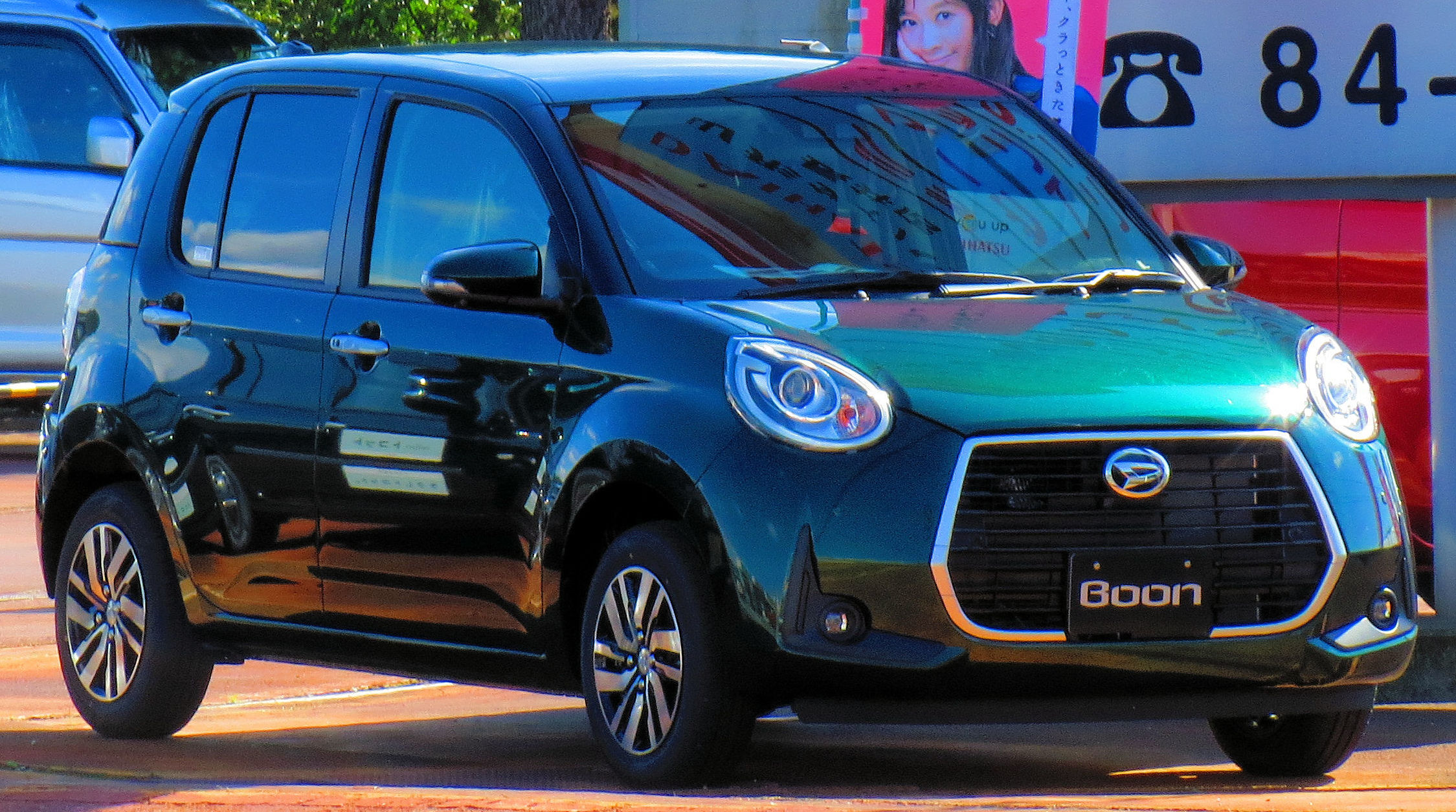
Daihatsu Boon Cilq (2018–2023)
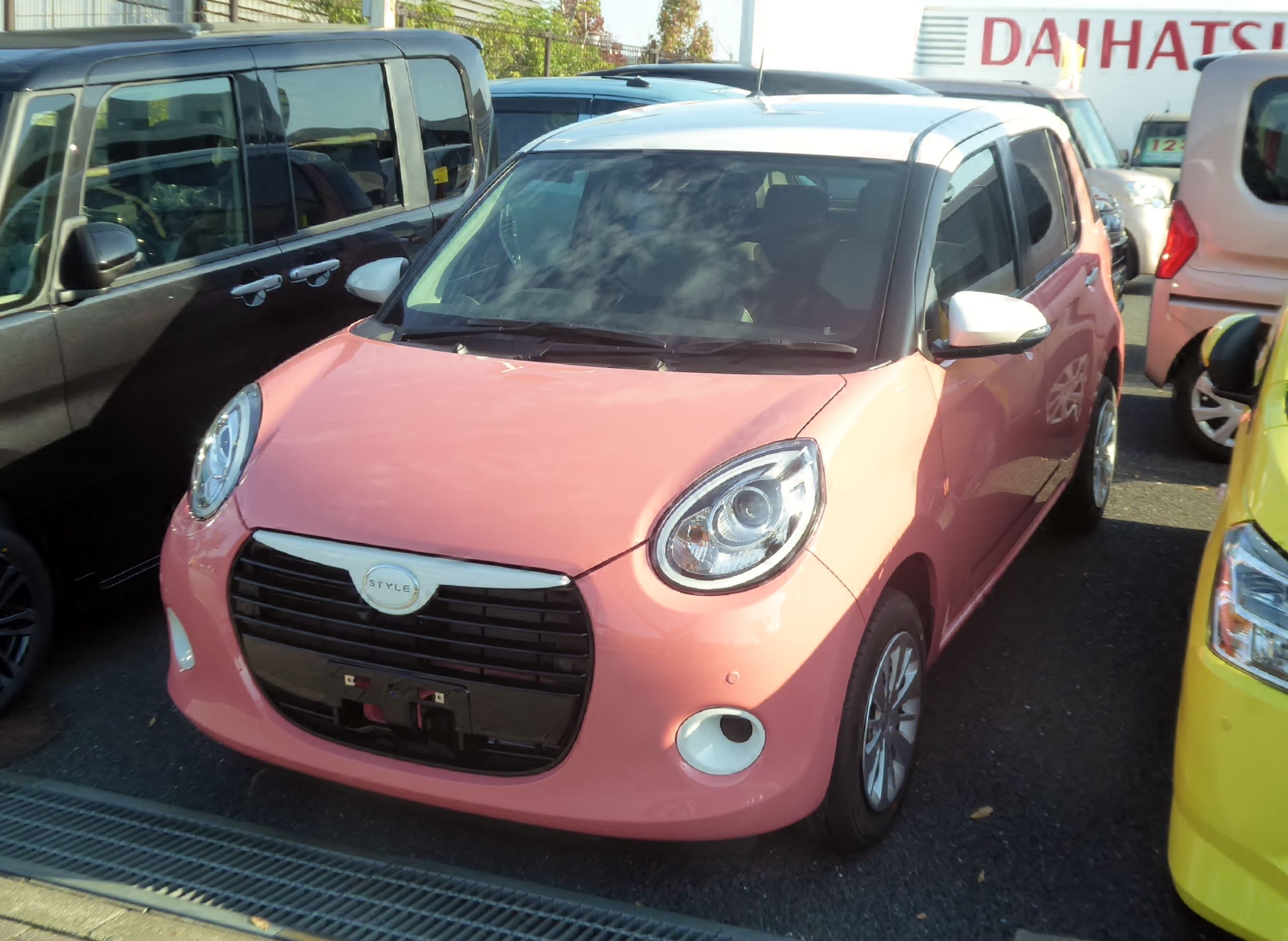
Daihatsu Boon Style (2018–2023)
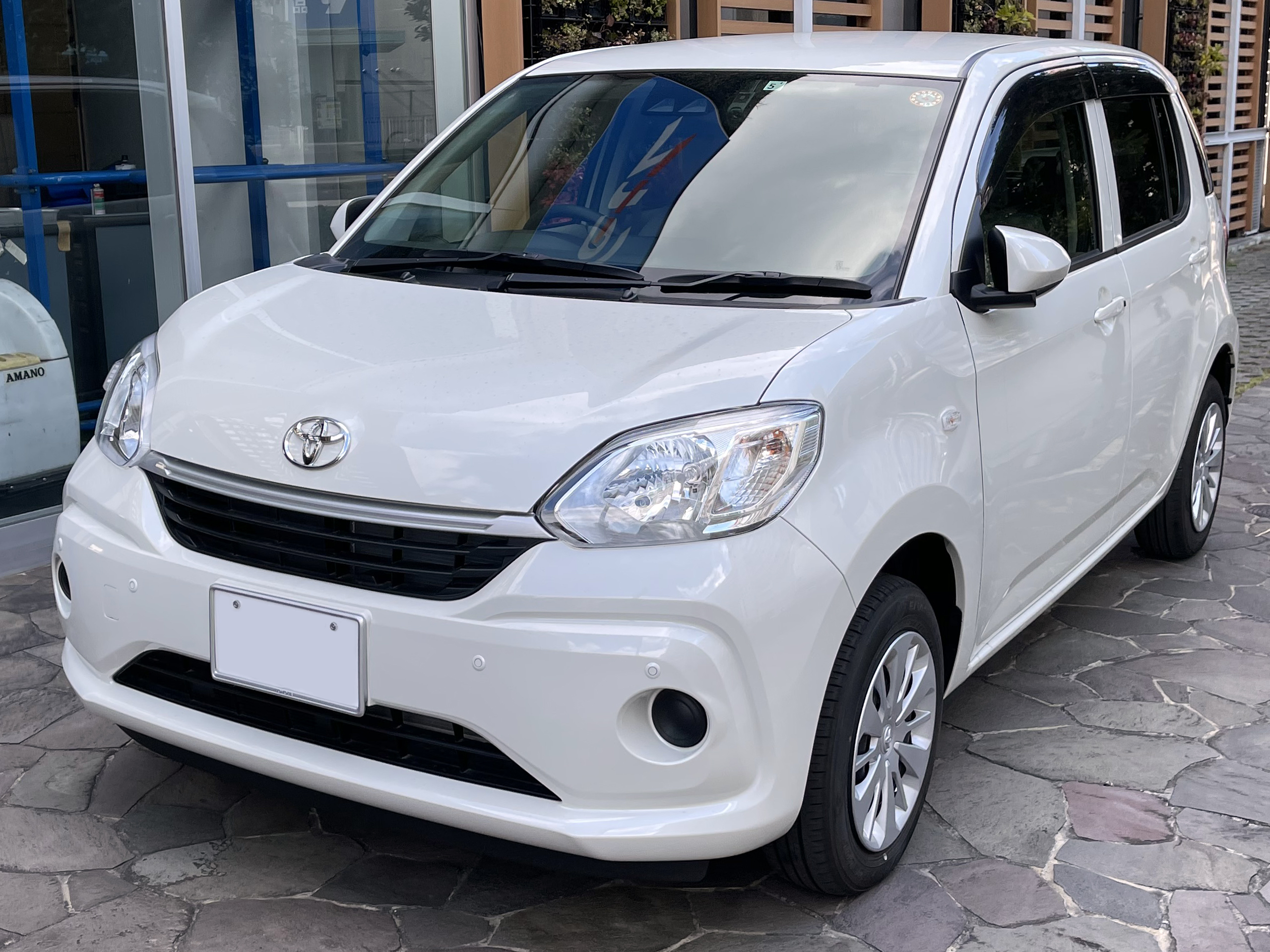
Toyota Passo X (2016–2023)
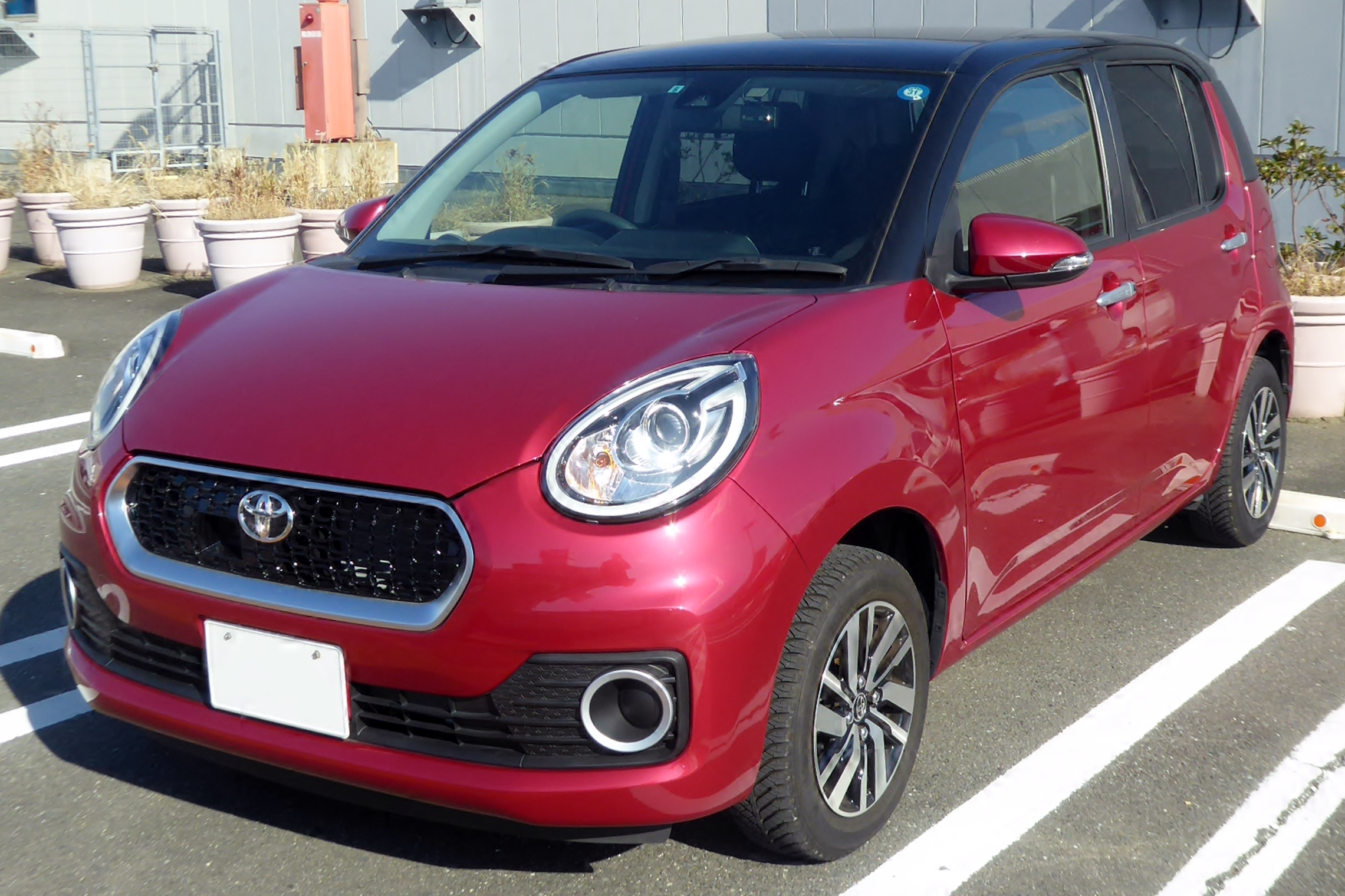
Toyota Passo Moda (2016–2018)
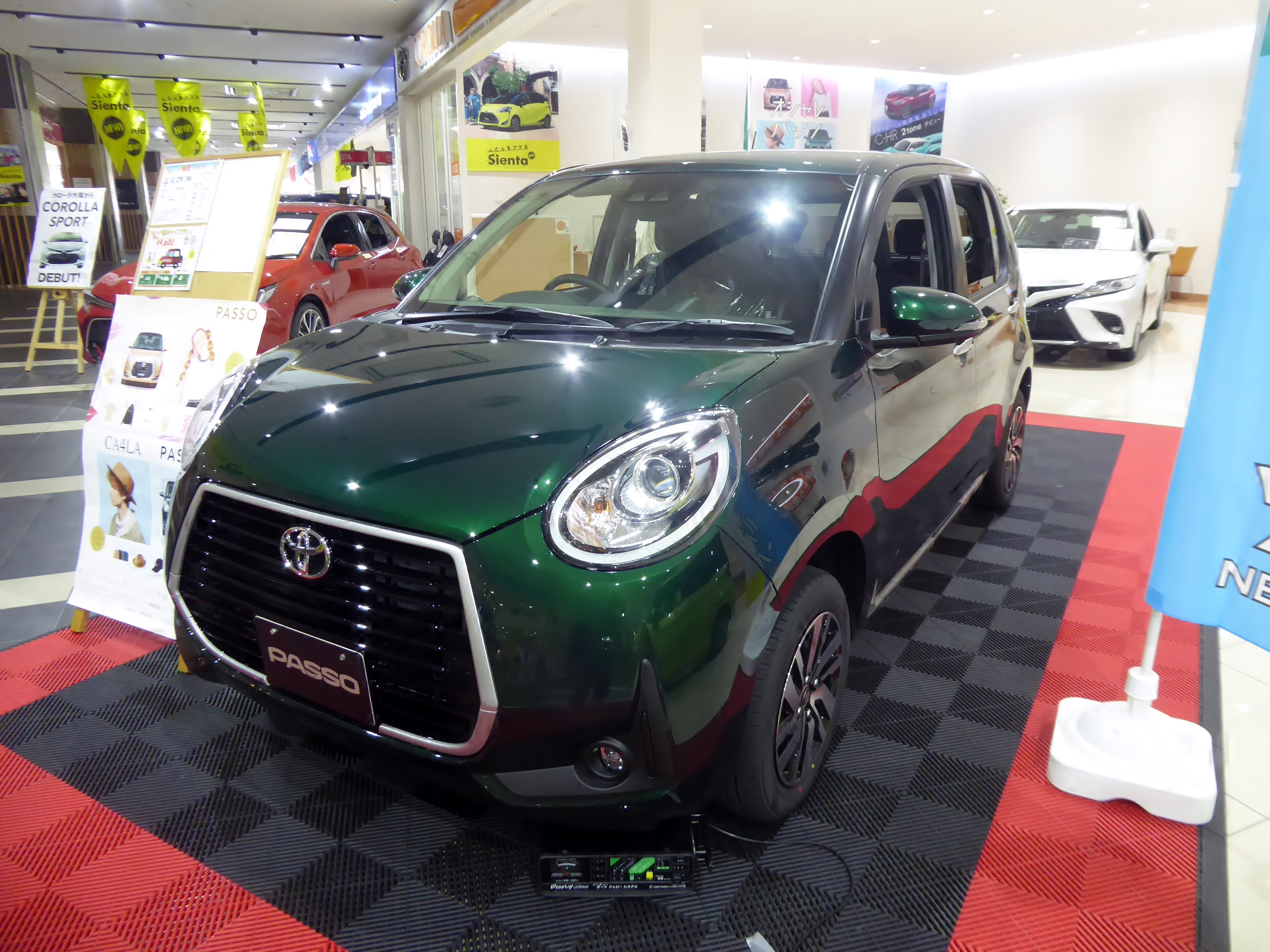
Toyota Passo Moda (2018–2023)